# SN 2007uy
SN 2007uy是2007年12月31日在位于天猫座的漩涡星系NGC 2770发现的超新星。他的发现者日本人广濑洋治(Yoji Hirose)曾经发现SN 2002ap。
在SN 2007uy爆发后不久，2008年1月9日，NGC 2770再次发生超新星SN 2008D爆发，由于当时雨燕卫星正在对SN 2007uy进行观测，SN 2008D也由此成为历史上第一颗在爆炸时就被X-射线侦测到的超新星。